# 株式会社国際協力銀行法
株式会社国際協力銀行法（かぶしきがいしゃこくさいきょうりょくぎんこうほう、平成23年5月2日法律第39号）は、国際協力銀行（JBIC）の設立・運営に関する日本の法律である。
2011年5月2日に公布、一部を除き、公布日に施行された。

## 概要
従来、日本政策金融公庫の国際部門として株式会社日本政策金融公庫法に規定されていた国際協力銀行を分離、独立させるべく制定された。新成長戦略の目玉として掲げられた「インフラ輸出」を官民一体で加速させる狙いがあるとされる。
国際協力銀行の目的として、一般の金融機関が行う金融を補完することを旨としつつ、
- 重要な資源の海外における開発および取得の促進
- 産業の国際競争力の維持および向上
- 地球温暖化の防止等の地球環境の保全を目的とする海外における事業の促進
- 国際金融秩序の混乱の防止またはその被害への対処

が規定されている（1条）。

## 組織と会計
国際協力銀行の役員等（取締役、執行役及び監査役）の選任及び解任の決議、代表取締役又は代表執行役の選定及び解職の決議は、財務大臣の認可を受けなければ、その効力を生じないこととするほか、役員等の欠格条項、兼職禁止および秘密保持義務等について所要の規定を整備する（6条-10条）。
国際協力銀行の会計については、政策上必要な業務を政府が責任をもって適切に実施すべく、信用維持や資金調達の円滑化、ガバナンスの確保等の観点から、政府による株式の全額保有義務（3条）、政府による資金貸付（32条以下）、予算の国会議決（19条）、財務諸表や決算報告書の会計検査院による検査と国会提出（26条以下）等の国の関与についての規定が置かれている。
また、会社の利益は全額国庫納付することが定められている（31条）。
これらの規定は、従来の株式会社日本政策金融公庫法の規定を引き継いだものである。

## 業務
国際協力銀行の業務については、11条以下に定められている。従来の日本政策金融公庫の国際部門としての業務にを基本とし、次のような業務が拡充された。
- 先進国向け輸出金融
- 短期の「つなぎ資金」を供与する投資金融
- 日本の企業が外国企業を買収するための資金等を供与する投資金融
- 日本の企業の積極的な海外事業展開支援のためのツーステップローン
- 通貨スワップに対する保証

旧法下では、国際協力銀行による輸出金融は、開発途上地域向けの輸出に支援対象が限定されていたが、その制約が一定の範囲において緩和され、また、投資金融についてもその対象が拡大される等、国際協力銀行の機能が強化されている。

## その他の規定
権利および義務の承継等
2012年4月1日に会社を設立すること、権利および義務の承継に関すること等について必要な事項を定める（附則2条-附則18条および附則20条）。
公庫の業務の特例
日本政策金融公庫は、会社がその成立の時において業務を円滑に開始するため、会社の成立までの間、会社の業務の一部を行うことができる（附則19条）。